# Бёттгер, Адольф
Адольф Бёттгер (нем. Adolf Böttger; 21 мая 1815, Лейпциг — 16 ноября 1870, там же) — немецкий поэт, драматург и переводчик.

## Биография
Сын сборщиком налогов. Окончил Школу Святого Фомы в Лейпциге.
Изучал филологию в Лейпцигском университете.
Дебютировал в литературе рядом прекрасных переводов английских классиков: лорда Байрона (12 т., 1841 г.), Джона Мильтона (Лейпц., 1846), Поупа (4 т. 1842); Шекспира (1856) и др.
Творил под влияние Байрона. А. Бёттгер дал первый толчок развитию жанра поэзии, который специалисты назвали цветочной поэзией. 
Из оригинальных его стихотворений, наиболее известны «Fall von Babylon» (1855) и «Kameen» (1856), «Die Tochter des Kains» (1865); кроме того, заслуживают упоминания «Ein Frühlingsmährchen» (1849); «Die Pilgerfahrt der Blumengeister» (1858); «Till Eulenspiegel» (1859), комически-сатирический эпос; «Das Bûch der Sachsen» (1858) содержит историю Саксонии в балладах и романсах и «Das Galgenmännchen» (1870) — фантастическая поэма; лирические стихотворения издавались несколько раз (1846, 1854, 1865, 1868). Полное собрание его сочинений издано в Лейпциге в 1864—1866.